# Friesenjung
Friesenjung is een single van de Duitse rapper Ski Aggu, de Nederlandse muzikant Joost Klein, en de Duitse cabaretier Otto Waalkes.
In 1993 bracht Otto Waalkes Friesenjung uit, een parodie van Stings Englishman in New York, waarin het Friese leven (met verwijzing naar Oost-Friesland, de streek waar Waalkes vandaan komt) op humoristische wijze werd belicht. Ski Aggu en Joost Klein, beiden geïnspireerd door Waalkes' nummer, hebben het als basis gebruikt voor hun eigen interpretatie van Friesenjung.
Inhoudelijk behandelt het nummer het "Friesenleven" en de connectie tussen Duitsland en Nederland, geïllustreerd door het benoemen van biermerken als Berliner Kindl, Heineken en Jever, en het eten van magische truffels in Nederland. Daarnaast worden er verschillende elementen uit de late jaren 1990 en vroege jaren 2000 belicht, zoals gabber, de animatiefiguur Crazy Frog en het nummer The Riddle van Gigi D'Agostino.
Op 25 mei 2023 werd dit nummer uitgebracht als single en veroverde meteen de toppositie in de Duitse en Oostenrijkse hitlijsten.

## Hitnoteringen
Het nummer bereikte de eerste plaats in de Duitse hitlijsten in de tweede week na de release. Voor zowel Ski Aggu als Joost Klein was dit hun eerste nummer 1-hit. Voor Otto Waalkes was dit zijn tweede single in de hitlijsten in zijn 50-jarige carrière en zijn eerste nummer 1-hit.

## Videoclip
De videoclip voor Friesenjung is opgenomen in een weiland in Friesland en Berlijn. Het is geregisseerd en gemonteerd door Joost Klein zelf. De 'gemengde techniek'-effecten in de video zijn ook door hem gemaakt. De video werd geschoten door Bloempot Media met camerawerk van Lyon Pol en Till Tinsky. Naast Joost Klein, Ski Aggu en Otto Waalkes verschijnen ook presentator Maxim Hartman en verschillende vrienden van Joost in de videoclip, waaronder Martijn van Eijzeren, Appie Mussa, Daan Koens, Chri$tophe en Vieze Asbak. De vlaggen van Friesland en Berlijn zijn ook prominent in de videoclip aanwezig.

## Remix
Er werd een remix-single van Friesenjung uitgebracht op 27 juni 2023. De single, getiteld Friesenjung (Sped Up), bevatte twee remixen. De eerste, Friesenjung (Sped Up), is een hardcore remix met een sneller tempo dan het origineel. Deze remix werd geproduceerd door Vieze Asbak, die ook betrokken was bij de productie van het originele nummer. De tweede remix, Friesenjung (Klingelton), is een instrumentaal nummer. Tantu Beats, de producer van deze remix, liet zich inspireren door Nokia-ringtones. Dit is zowel hoorbaar in het nummer als zichtbaar op de hoes, waarop een Nokia 3310 staat afgebeeld.